# Pilar Carbonero Zalduegui
Pilar Carboner Zalduegui (Alcazarquivir, Protectorat espanyol al Marroc, 1942) és una enginyera agrònoma espanyola. Doctora en Enginyeria Agrònoma per la Universitat Politècnica de Madrid (UPM) des de l'any 1968 i, des de 1983, catedràtica de Bioquímica i Biologia Molecular a l'Escola Tècnica Superior d'Enginyers Agrònoms d'aquesta mateixa universitat.

## Biografia professional
Ha estat investigadora en el College of Agriculture, de la Universitat de Minnesota (EUA). Enginyer del Institut Nacional de Recerques Agronómicas (INIA); vicepresidenta de la Societat Espanyola de Bioquímica i Biologia Molecular (EMBO) i de la seva Comissió d'Admissions; Membre de la Comissió de Biologia i Medicina del Consell Superior d'Investigacions Científiques (CSIC), Membre del Consell Científic de l'Institut Valencià de Recerques Agràries (IVIA); Directora del Departament de Biotecnologia de la UPM; Fundadora i primera Directora del Departament de Genètica Molecular de Plantes del Centre Nacional de Biotecnologia (CNB-CSIC), entre altres càrrecs.
En la seva activitat docent ha dirigit una vintena de tesis doctorals.
El 3 de juny de 2003 va ingressar en la Reial Acadèmia d'Enginyeria d'Espanya sent la primera dona membre d'aquesta institució.

## Línies de recerca
Entre uns altres, destaquen els seus treballs de recerca en enginyeria genètica, genòmica i biotecnologia vegetal, centrant-se en l'aplicació de mètodes moleculars a l'obtenció de resistència de les plantes a plagues d'insectes i malalties bacterianes i fúngiques. Una altra línia de recerca se centra en la dilucidació dels mecanismes de regulació gènica durant el desenvolupament i la germinació de les llavors.

## Publicacions
Com a resultat de la seva activitat investigadora ha publicat prop d'un centenar de treballs de recerca que acumulen més de 1800 cites.